# L'Orange amère (film)
Ne doit pas être confondu avec L'Orange amère.
Pour plus de détails, voir Fiche technique et Distribution.
L'Orange amère (en arabe : البرتقالة المرة) est un film marocain de 2007, réalisé par Bouchra Ijork, avec Houda Rihani et Youssef Joundi, situé à Assilah dans les années 1980. Le film a été diffusé pour la première fois à la télévision pendant le Ramadan de 2007 sur 2M,.

## Synopsis
L'histoire du film tourne autour d'une fille qui tombe amoureuse d'un policier qui la surprend en train de cueillir des oranges amères Le mariage de l'officier avec quelqu'un d'autre lui cause beaucoup de souffrance,

## Fiche technique
- Titre français : L'Orange amère
- Titre original : البرتقالة المرة
- Réalisation :  Bouchra Ijork
- Musique :
- Direction artistique :
- Costumes :
- Photographie :
- Son :
- Montage :
- Production :
- Sociétés de production :
- Société de distribution :
- Pays de production :  Maroc
- Langue originale :  arabe marocain
- Format :
- Genre :
- Durée : 90 minutes
- Dates de sortie :
  - Maroc : 14 septembre 2007

## Distribution
- Houda Rihani
- Youssef Joundi

## Production
Bouchra Ijork cite le soutien qu'elle a reçu de Mohamed Abderrahman Tazi comme vital. Ijork a cherché à présenter l'authentique Marocaine dans tous les détails du film : vêtements, décoration, maquillage et musique. Elle a également cité les critiques des histoires d'amour marocaines comme manquant d'expression émotionnelle comme une source d'inspiration pour prouver le contraire[incompréhensible].

## Influence
Le film L'Orange amère a fait de ses stars Houda Rihani et Youssef Joundi un couple très demandé à l'écran.

## Bande originale
K'lma, un duo avec Sakina Lafdaili et Fayçal Azizi, a interprété la chanson وردة على وردة (Warda 'ala warda).